# 儒略
儒略，又譯「尤利亞」、“尤利烏斯”，是古罗马的一个贵族氏族，现今也被用作該氏族成员儒略·凱撒的代名词。這個氏族成员在罗马共和国早期享有尊贵地位，第一位成为罗马执政官的是公元前489年的Gaius Julius Iulus，但最为人熟知的是儒略·凱撒。
應該注意的是，中國大陸現在通常將此人譯作尤利烏斯·凱撒，但在天文學上仍沿用“儒略曆”一詞，而不是“尤利烏斯曆”。